# 웰컴 투 더 SHOW
《웰컴 투 더 SHOW》는 2011년 3월 16일 방송된 SBS의 1회성 파일럿 시트콤이다. 실제 SBS 인기가요를 무대로 화려한 생방송 뒤에서 벌어지는 아찔한 사건 사고들을 담은 어디까지가 현실이고 어디까지가 가상인지 모를 정도로 리얼함이 돋보이는 새로운 스타일의 리얼 시트콤이다.
슬옹, 닉쿤, 설리가 모두 본인 역할로 출연해 '인기가요' MC로 호흡을 맞추는 '웰컴 투 더 SHOW'에서는 슬옹, 닉쿤, 설리, 그리고 아이유를 둘러싼 핑크빛 사각관계가 펼쳐진다.
김장훈(가수 마에스트로 역)과 김광규(매니저 역)는 극중 가수와 매니저로 출연하였다.